# Larinioides
Larinioides is een geslacht van spinnen uit de familie wielwebspinnen (Araneidae).

## Soorten
Het geslacht kent de volgende soorten:
- Larinioides chabarovi (Bakhvalov, 1981)
- Larinioides cornutus (Clerck, 1757) - Rietkruisspin
- Larinioides ixobolus (Thorell, 1873)
- Larinioides patagiatus (Clerck, 1757) - Vale wielwebspin
  - Larinioides patagiatus islandicola (Strand, 1906)
- Larinioides sclopetarius (Clerck, 1757) - Brugspin
- Larinioides subinermis Caporiacco, 1940
- Larinioides suspicax (O. P.-Cambridge, 1876)